# 2003-as magyar tekebajnokság
A 2003-as magyar tekebajnokság a hatvanötödik magyar bajnokság volt. A bajnokságot május 3. és 4. között rendezték meg, a férfiakét Herenden, a Porcelán pályáján, a nőkét Kunfehértón, a Köszolg pályáján.

## Eredmények
| Versenyszám            | Arany                                                 | Arany | Ezüst                                                 | Ezüst | Bronz                                                                 | Bronz |
| ---------------------- | ----------------------------------------------------- | ----- | ----------------------------------------------------- | ----- | --------------------------------------------------------------------- | ----- |
| Férfi napi egyéni      | Gergácz Csaba Mosonmagyaróvári TE                     | 609   | Karsai László Szegedi TE                              | 606   | Kiss Norbert Szegedi TE                                               | 605   |
| Férfi páros            | Kakuk Levente, Kiss Norbert Szolnoki MÁV, Szegedi TE  | 1193  | Fehér Béla, Nemes Attila Köszolg SC, Zalaegerszegi TK | 1174  | Hergéth Zoltán, Szabó György Zoltek SE Nyergesújfalu, Ferencvárosi TC | 1173  |
| Férfi összetett egyéni | Fehér Béla Köszolg SC                                 | 1211  | Gergácz Csaba Mosonmagyaróvári TE                     | 1198  | Kiss Norbert Szegedi TE                                               | 1193  |
| Női napi egyéni        | Rubinszki Rita Pécsi TSE                              | 526   | Bíró Zsuzsanna Ferencvárosi TC                        | 525   | Wittmann Viktória Ferencvárosi TC                                     | 507   |
| Női páros              | Horváth Károlyné, Csurgai Anita Zalaegerszegi TE-ZÁÉV | 1030  | Szabó Mónika, Bíró Zsuzsanna Ferencvárosi TC          | 1030  | Fehér Andrea, Tompa Györgyné Ferencvárosi TC, GLB SE Szeged           | 1023  |
| Női összetett egyéni   | Bíró Zsuzsanna Ferencvárosi TC                        | 1052  | Rubinszki Rita Pécsi TSE                              | 1027  | Horváth Károlyné Zalaegerszegi TE-ZÁÉV                                | 1022  |